# Polytrichophora affinis
Polytrichophora affinis är en tvåvingeart som först beskrevs av Tonnoir och Malloch 1926.  Polytrichophora affinis ingår i släktet Polytrichophora och familjen vattenflugor. Inga underarter finns listade i Catalogue of Life.